# Frederick Hamlin
Frederick George Hamlin (Londres, 18 de abril de 1881 — Surrey, 7 de abril de 1951) foi um ciclista britânico.
Em 1908, Hamlin participou nas Olimpíadas de Londres, onde ganhou uma medalha de prata no tandem, juntamente com Thomas Johnson. Ele também competiu na corrida de 20 km, sendo eliminado na primeira rodada.